# Grenant-lès-Sombernon
Grenant-lès-Sombernon è un comune francese di 199 abitanti situato nel dipartimento della Côte-d'Or nella regione della Borgogna-Franca Contea.
Il comune si è chiamato Grenand-lès-Sombernon, fino al 12 settembre 2005.

## Società

### Evoluzione demografica
Abitanti censiti